# المجلس الوطني للمقاطعات
المجلس الوطني للمقاطعات (بالإنجليزية: National Council of Provinces)‏ هو المجلس الأعلى لبرلمان جنوب أفريقيا، ويتكون من 90 مقعد برلماني.

## وصلات خارجية
- برلمان جنوب أفريقيا: المجلس الوطني للمقاطعات (بالإنجليزية)